# Christopher Hupe

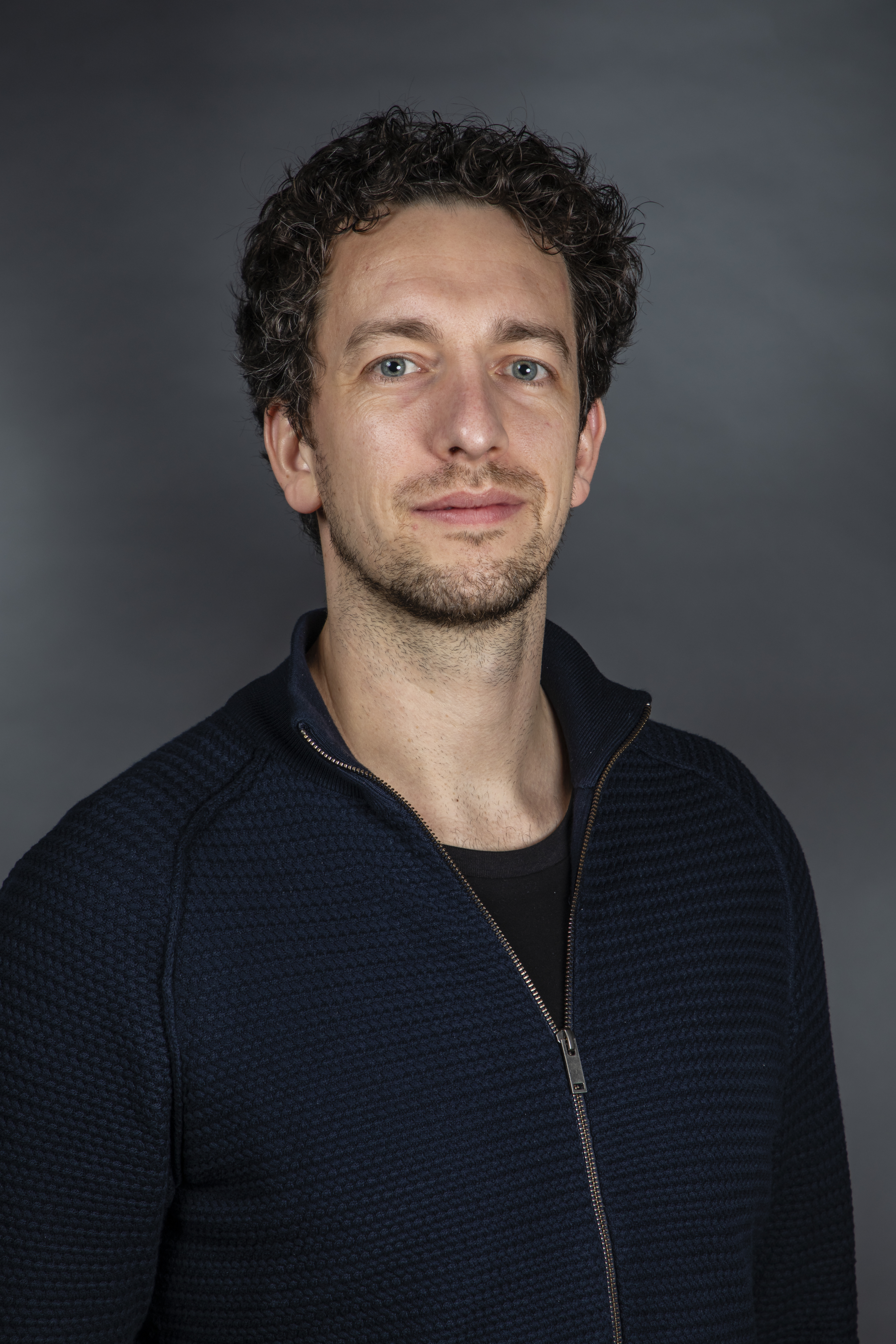
Christopher Hupe (2019)

Christopher Hupe (* 1987) ist ein deutscher Student und Politiker (Bündnis 90/Die Grünen). Er war von 2019 bis 2023 Mitglied der Bremischen Bürgerschaft. 
Hupe studiert „Komplexes Entscheiden“ an der Universität Bremen. Seine Schwester (Morwenna Hupe) war langjährige aktive Spielerin bei den ChemCats und studiert Medizin in Chemnitz.